# シカゴ・オヘア国際空港
シカゴ・オヘア国際空港（シカゴ・オヘアこくさいくうこう、英: Chicago O'Hare International Airport [oʊˈhɛər]） (IATA: ORD, ICAO: KORD, FAA LID: ORD) は、アメリカ合衆国のイリノイ州シカゴにある国際空港である。シカゴ中心部の23km北西に立地している。

## 概要
シカゴ郊外にある8本の滑走路を持つ巨大空港で、ユナイテッド航空の本部（ハブ空港）、アメリカン航空のハブ空港である。2019年の利用者数はアメリカの空港ではアトランタ国際空港、ロサンゼルス国際空港に続いて3位だった。2005年までは離着陸回数が世界一の空港であり、かつてはギネスブックにおいて、「最も混雑する空港」として認定されていたことがある（1995年度、発着回数90万0209回、乗降客6725万3358人）。

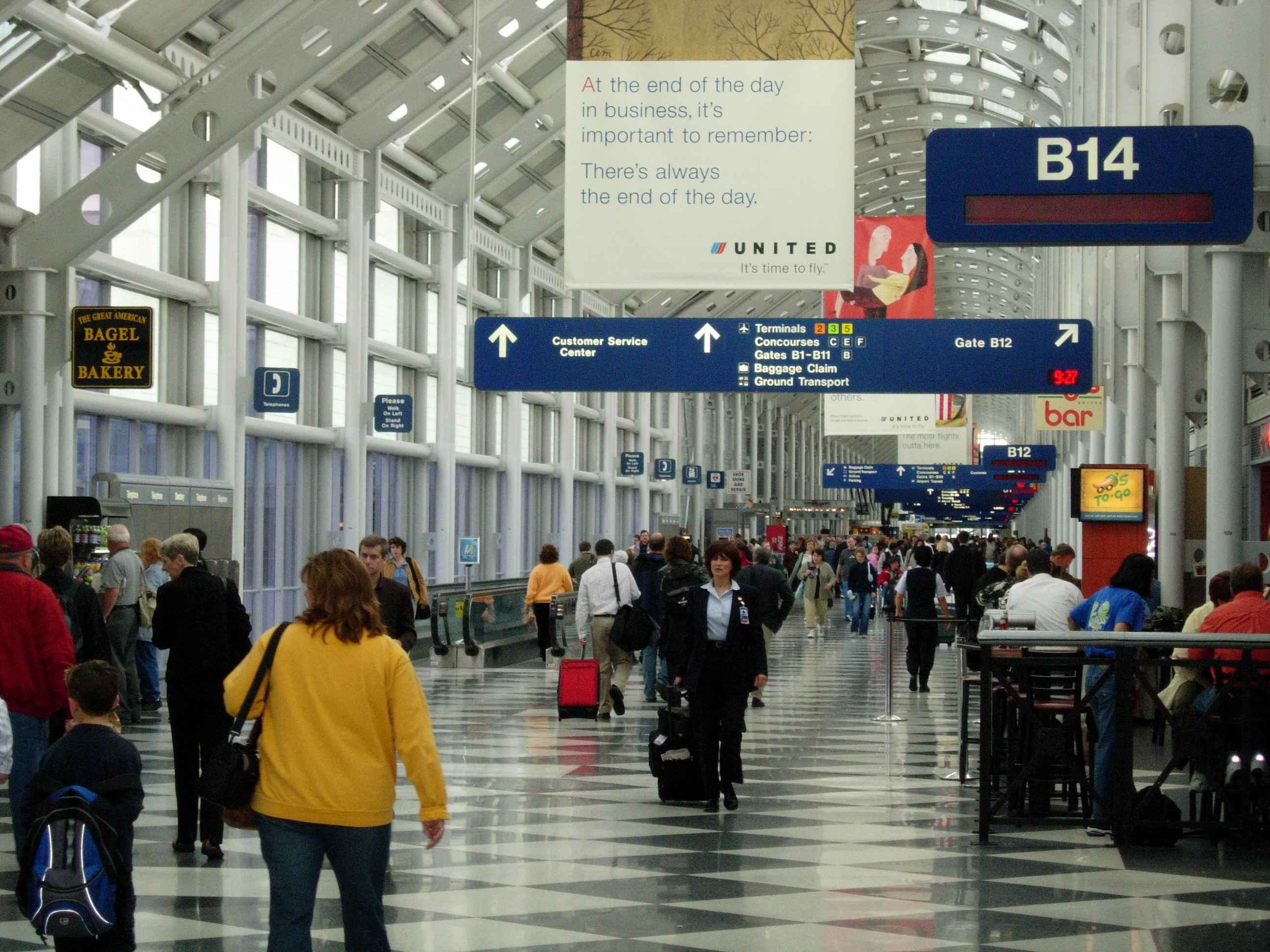
ターミナル 1

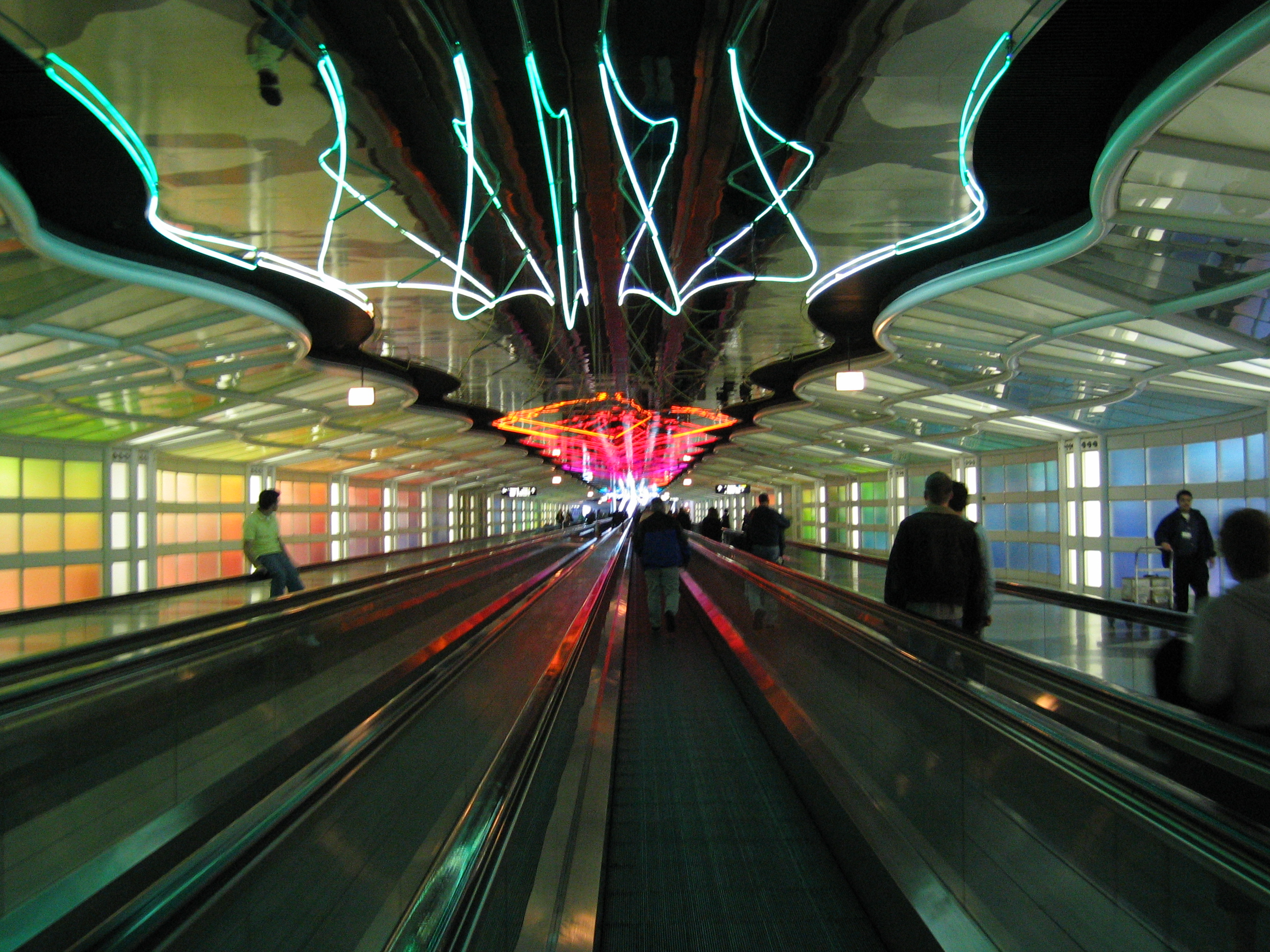
ターミナル 1のコンコース B & C 間をつなぐ連絡地下通路

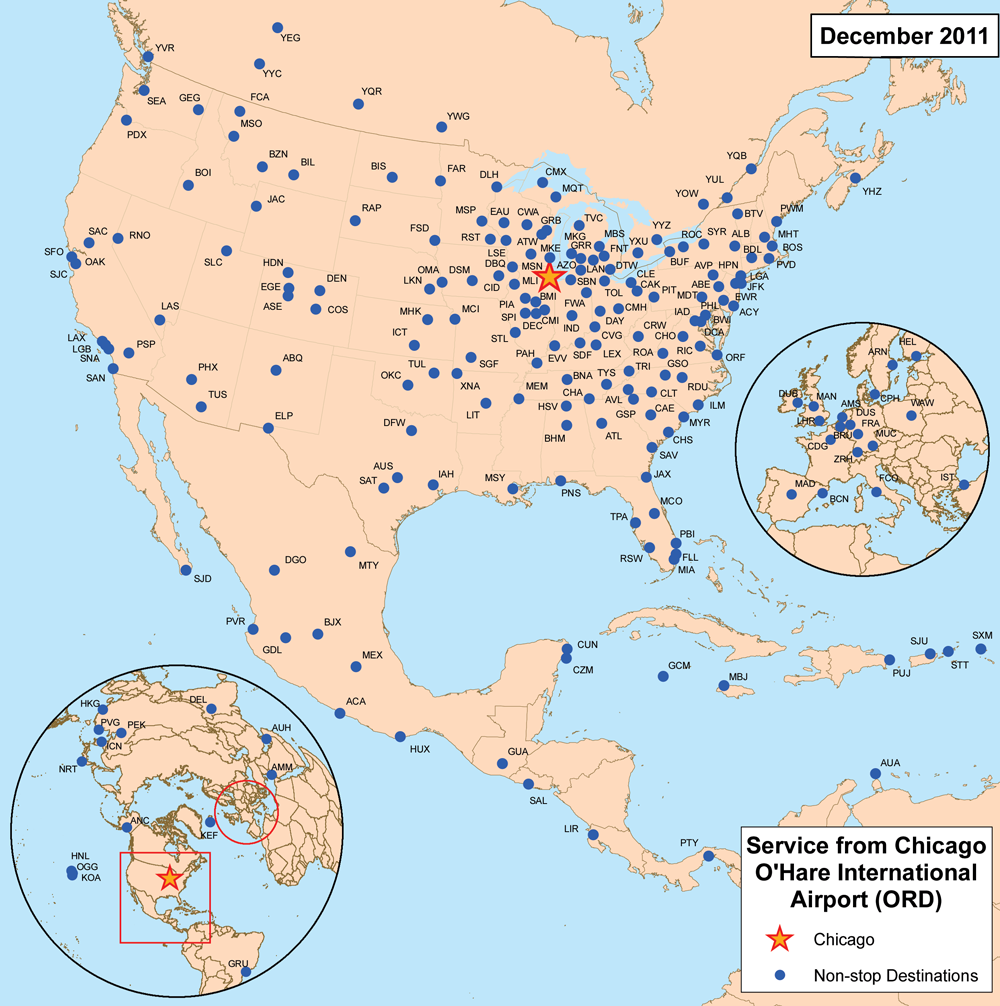
就航都市

## 歴史
飛行場の建設は第二次世界大戦中の1942年に行われた。これは、ダグラスC-54輸送機の製造工場用の飛行場であった。工場の位置の選定にあたっては、シカゴから適当な距離があり、広い敷地が得られることが条件となった。1945年、ダグラス社は西海岸へ移動し、空軍が独占的に飛行場を使用することになった。当地の名称はオーチャード (Orchard) 飛行場で、空港コードORDは現在も使われている。1949年に第二次世界大戦のエースパイロットであるエドワード・ブッチ・オヘアを記念し、オヘア空港に名称変更された。1955年には民間の定期便が就航し、空軍は段階的に空港を退去した。

## 施設

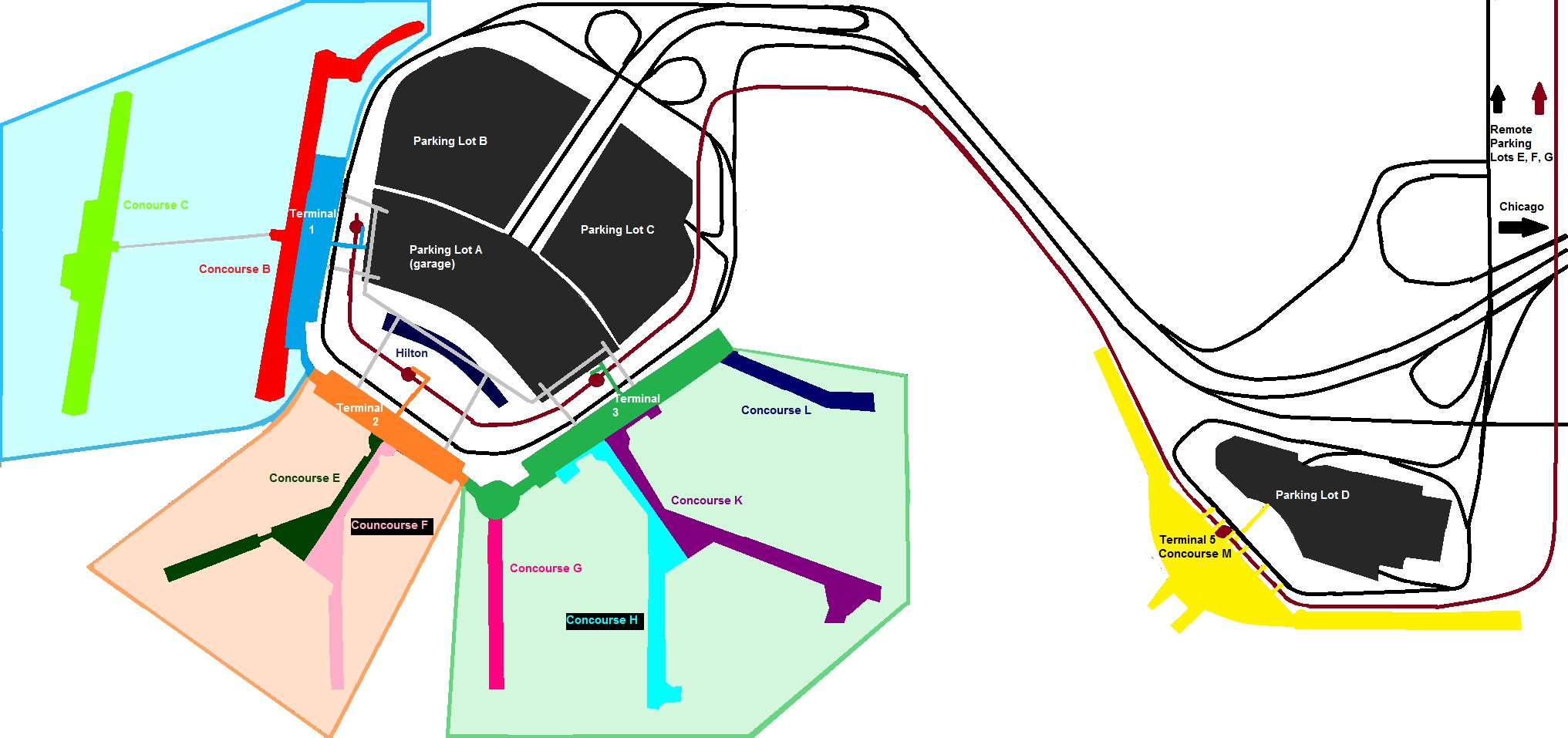
ターミナル（左から順に 1・2・3・5）

オヘア国際空港は現在4つの旅客ターミナル（1・2・3・5）を持っている。各旅客ターミナルの間は無人鉄道 (ATS) で結ばれている。ターミナル1・2・3はセキュリティエリア内の歩行通路によっても繋がっている。
国際線の多くはターミナル5を利用している。ただしカナダからの便はその航空会社が用いているターミナルに利用する。アメリカ系航空会社の国内線及び国際線出発便（および提携する日系出発便）がその航空会社が用いているターミナル1・2・3を利用している。
敷地の南西側には大きな航空貨物建屋がある。敷地の西側にターミナルを集約し大規模なターミナル集合体を建設する計画もある。

## 就航路線
| 航空会社                     | 就航地 |
| ---------------------------- | --- |
| ユナイテッド航空             | オールバニ、アルバカーキ、 アンカレッジ、 アトランタ、ボルチモア、 ボイシ、ボストン、 バッファロー、バーリントン、 シャーロット、シンシナティ、クリーブランド、コロンバス(OH)、コスメル、ダラス、デンバー、デモイン、デトロイト、 フォートマイヤーズ、 グランドラピッズ、グリーンズボロ、ハリスバーグ、ハートフォード、ホノルル、ヒューストン/インターコンチネンタル、インディアナポリス、カフルイ、カンザスシティ、コナ、ロサンゼルス/LAX、ロサンゼルス/サンタアナ、マンチェスター(NH)、マイアミ、ミネアポリス＝セントポール、ニューアーク、ニューオーリンズ、ニューヨーク/LGA、オークランド、オクラホマシティ、オマハ、オーランド、フィラデルフィア、フェニックス、ピッツバーグ、ポートランド(OR)、プロビデンス、プエルトバヤルタ、リッチモンド、ロチェスター、サクラメント、セントルイス、セントトーマス、ソルトレークシティ、サンアントニオ、サンディエゴ、サンフランシスコ、サンノゼ(CA)、サンファン(PR)、サンパウロ、シアトル、スポケーン、ツーソン、ワシントン/ダレス、ワシントン/ナショナル、ウェストパームビーチ、フォートローダーデール、ラスベガス、マイアミ、オーランド、フェニックス、タンパ - カナダ線 カルガリー、エドモントン、トロント、バンクーバー、ウィニペグ - 国際線 アムステルダム、ベリーズシティー、ブリュッセル、バミューダ、北京/首都、ブエノスアイレス/エセイサ、コスメル、フランクフルト、グランドケイマン、香港、イスタパ＝シワタネホ、リベリア、ロンドン/LHR、メキシコシティ、モンテゴベイ、モンテレイ、ミュンヘン、ナッソー、 アルバ、プロビデンシアレス、プエルトバヤルタ、プンタカナ、ミュンヘン、パリ/CDG、サン・ホセ・デル・カボ、サンホセ、サンパウロ、上海、セントルシア、セントマーチン、ソウル、 シンガポール、シドニー、台北、東京/羽田 |
| ユナイテッド・エクスプレス   | アトランタ、アップルトン、ボイシ、カルガリー、シャーロット、コロラドスプリングス、コロンビア(SC)、デイトナビーチ、グランドラピッズ、グリーンビル、サバナ、アルバカーキ、バッファロー、ダラス/フォートワース、フォートマイヤーズ、ハートフォード、カンザスシティ、ミネアポリス=セントポール、モントリオール、マートルビーチ、ニューオーリンズ、オタワ、アクロン、アレンタウン、オースティン、バーミングハム、バーリントン、シーダー・ラピッズ、チャールストン(WV)、シンシナティ、クリーブランド、コロンバス(OH)、デイトン、デモイン、フェイエットビル(AR)、フォートウェイン、ヒューストン/インターコンチネンタル、インディアナポリス、カラマズー、ノックスビル、ランシング、レキシントン、リンカーン、ルイビル、メンフィス、ミルウォーキー、ナッシュビル、ノーフォーク、オマハ、ピオリア、プロビデンス、ロアノーク、サギノー、ソルトレイクシティ、サンアントニオ、スーフォールズ、スプリングフィールド、シラキュース、トラバースシティー、ウォーソー、ウィチタ、ウィルクスバリ/スクラントン、オールバニ、ブルーミントン、ハリスバーグ、マディソン、マンチェスター(NH)、モーリン、ポートランド(ME)、ローリー/ダーラム、リッチモンド、サウスベンド、ホワイトプレインズ、フィラデルフィア、ピッツバーグ、ロチェスター、ジャクソンビル、セントルイス、タルサ、ワシントン/ナショナル |
| アメリカン航空               | アイダホフォールズ、アルバカーキ、アトランタ、オースティン、ボチモア、ボストン、コロンバス(OH)、シャーロット、ダラス/フォートワース、デンバー、デトロイト、エルパソ、フェイエットビル(AR)、フラッグスタッフ、フォートローダーデール、フォートマイヤーズ、ハートフォード、ホノルル、ヒューストン/インターコンチネンタル、インディアナポリス、ジャクソンホール、カンザスシティ、ラスベガス、ロサンゼルス/LAX、ロサンゼルス/サンタアナ、マウイ、マイアミ、ミネアポリス=セントポール、ナッシュビル、ニューオーリンズ、ニューアーク、ニューヨーク/LGA、オーランド、ピッツバーグ、パームスプリングス、フィラデルフィア、フェニックス、ポートランド(OR)、プロビデンス、ローリー/ダーラム、リノ、ロアノーク、セントルイス、ソルトレークシティ、サンアントニオ、サンディエゴ、サンフランシスコ、サンファン(PR)、サンノゼ(CA)、シアトル、タンパ、トロント、ツーソン、ベイル、ワシントン/ナショナル、パームビーチ、ホワイトプレインズ - カナダ線 カルガリー、モントリオール、バンクーバー - 国際線 アカプルコ、ブリュッセル、カンクン、コスメル、デリー、ダブリン、フランクフルト、グラスゴー、グランドケイマン、グアテマラシティ、ロンドン/LHR、マンチェスター（イギリス）、メキシコシティ(2025年10月26日より運航再開予定)、ケレタロ(2025年12月18日より運航開始予定)、モンテゴベイ、ナッソー、アルバ、パリ/CDG、プロビデンシアレス、プエルトバヤルタ、プンタカナ、ローマ、サン・ホセ・デル・カボ、セントルシア、上海 |
| アメリカン・イーグル         | オールバニ、サンディエゴ、アトランタ、ブルーミントン、バッファロー、シーダー・ラピッズ、アーバナ＝シャンペーン、シャーロット、チャタヌーガ、シンシナティ、クリーブランド、コロラドスプリングス、コロンバス(OH)、デイトン、デモイン、エバンズビル、フェイエットビル(AR)、フリント、フォートウェイン、グランドラピッズ、グリーンベイ、グリーンビル、ハリスバーグ、ハンツビル、インディアナポリス、ジャクソンビル、カラマズー、ノックスビル、ラクロス、ラスベガス、リトルロック、ルイビル、マディソン、マーケット、メンフィス、ミルウォーキー、ミネアポリス=セントポール、モーリン、ナッシュビル、ナッソー、ニューヨーク/JFK、ノーフォーク、オクラホマシティ、オマハ、オタワ、ペンサコーラ、ピオリア、フェニックス、ピッツバーグ、リッチモンド、ロチェスター、スーフォールズ、サバナ、スプリングフィールド(MO)、シラキュース、トリード、トラバースシティー、タルサ、ワシントン/ダレス、ホワイトプレインズ、ウィチタ |
| スピリット航空               | アトランタ、オースティン、ボルチモア、ダラス、デンバー、フォートローダーデール、ヒューストン/インターコンチネンタル、ラスベガス、ロサンゼルス/LAX、マイアミ、ニューオーリンズ、ニューヨーク/LGA、オーランド、サンディエゴ、タンパ、カンクン |
| フロンティア航空             | アトランタ、デンバー、ラスベガス、マイアミ、ニューアーク、オンタリオ、オーランド、フィラデルフィア、フェニックス、タンパ、カンクン、プンタカナ、サンファン |
| デルタ航空                   | アトランタ、ニューヨーク/JFK、ソルトレークシティ、デトロイト、メンフィス、ミネアポリス=セントポール |
| デルタ・コネクション         | ボストン、シンシナティ、デトロイト、ニューヨーク/JFK、 |
| サウスウエスト航空           | オースティン、ボルチモア、ダラス/ラブ、デンバー、フォートローダーデール、ラスベガス、ナッシュビル、オーランド、フェニックス、タンパ、カンクン |
| ジェットブルー航空           | ニューヨーク/JFK |
| アラスカ航空                 | アンカレッジ、シアトル |
| サンカントリー航空           | ミネアポリス=セントポール |
| エア・カナダ                 | モントリオール、トロント |
| エアカナダ・エクスプレス     | モントリオール、トロント、バンクーバー |
| アエロメヒコ                 | グアダラハラ、メキシコシティ |
| ボラリス                     | グアダラハラ、メキシコシティ |
| ビバアエロブス               | モンテレイ、メキシコシティ |
| コパ航空                     | パナマシティ |
| ブリティッシュ・エアウェイズ | ロンドン/LHR |
| ルフトハンザドイツ航空       | フランクフルト |
| KLMオランダ航空              | アムステルダム |
| フィンエアー                 | ヘルシンキ |
| スカンジナビア航空           | コペンハーゲン、ストックホルム |
| アイスランド航空             | レイキャビク |
| スイス国際航空               | チューリッヒ |
| オーストリア航空             | ウィーン |
| エールフランス               | パリ/CDG |
| ITAエアウェイズ              | ミラノ |
| イベリア航空                 | マドリッド |
| TAPポルトガル航空            | リスボン |
| エアリンガス                 | ダブリン |
| LOTポーランド航空            | ワルシャワ、クラクフ |
| エチオピア航空               | アジスアベバ |
| 日本航空                     | 東京/羽田、東京/成田 |
| 全日本空輸                   | 東京/羽田、東京/成田 |
| 大韓航空                     | ソウル/仁川 |
| アシアナ航空                 | ソウル/仁川 |
| エバー航空                   | 台北/桃園 |
| キャセイパシフィック航空     | 香港 |
| 中国東方航空                 | 上海/浦東 |
| 海南航空                     | 北京/首都 |
| エア・インディア             | アフマダーバード（ロンドン/LHR・フランクフルト経由）、ムンバイ（ロンドン/LHR・フランクフルト経由） |
| ターキッシュ エアラインズ    | イスタンブール |
| エミレーツ航空               | ドバイ |
| エティハド航空               | アブダビ |
| エル・アル航空               | テルアビブ |
| ロイヤルヨルダン航空         | アンマン |
| ニュージーランド航空         | オークランド |

### 貨物航空会社
- フェデックス・エクスプレス
- UPS航空
- カリッタ航空
- アトラス航空
- ルフトハンザ・カーゴ
- チャイナエアライン・カーゴ
- DHLアビエーション
- カーゴルックス航空
- マーティンエアー
- ASL航空ベルギー
- エアブリッジ・カーゴ
- エミレーツ・スカイカーゴ
- シンガポール航空カーゴ
- シルクウェイ航空
- 中国国際貨運航空
- 金鵬航空
- 日本貨物航空

## アクセス
- 鉄道：ターミナル2地下にオヘア空港駅（英語版） があり、シカゴ・L (CTA) のブルーライン (Blue Line) で、シカゴダウンタウンまで45分、5ドル[13]。
- バス：ターミナル1・2・3から徒歩・Bus/Shuttle Centerに発着。ターミナル5バス停にも立ち寄り便多し。ウィスコンシン州ミルウォーキー・マディソン等からの都市間バスも発着。シカゴ・ミッドウェー国際空港行き連絡バスは片道16ドル (Coach USA、Omega Airport Shuttleなど)。
- 乗合タクシー：Continental Airport Expressで、シカゴダウンタウンへ片道27ドル。
- タクシー：シカゴダウンタウンまで、混雑していなければ25分、約40ドル[13]。道路の混雑時は90分かかることもある[13]。

## 事故
- 1961年9月17日、離陸を行っていたノースウエスト・オリエント航空706便（ロッキード L-188）が機械的なトラブルにより墜落、搭乗していた37人全員が死亡[14]。
- 1965年8月16日、着陸進入中であったユナイテッド航空389便（ボーイング727）が空港から30マイル (48km) 東の地点に墜落、搭乗していた30人全員が死亡[15]。
- 1968年3月21日、滑走路09R（現10L）で離陸滑走中のユナイテッド航空9963便（ボーイング727）がオーバーラン、乗員3人が負傷したが死者は出なかった[16]。
- 1968年12月27日、夜間に着陸進入中であったノース・セントラル航空458便（コンベア580）が格納庫に墜落、乗員3人と乗客24人、地上の1人の計28人が死亡[17]。
- 1972年12月20日、滑走路27Lで離陸滑走中のノース・セントラル航空575便（マクドネル・ダグラス DC-9）と地上走行中に27Lへ誤進入したデルタ航空954便（コンベア880）が衝突、ノース・セントラル航空575便の乗客10人が死亡[18]。
- 1979年5月25日、離陸中のアメリカン航空191便（マクドネル・ダグラス DC-10）がエンジンの脱落により墜落、搭乗していた271人全員と地上の2人の計273人が死亡[19][20]。
- 1982年3月19日、アメリカ空軍ボーイングKC-135が空港より40マイル (64km) 北西の地点に墜落、乗員27人が死亡[21]。
- 1998年2月9日、着陸進入中のアメリカン航空1340便（ボーイング727）が墜落、乗客22人が負傷[22]。
- 2016年10月28日、離陸滑走中のアメリカン航空383便（ボーイング767）がエンジン火災により離陸中止、乗客20人が負傷[23]。

## その他
- 2014年3月24日、地下鉄・オヘア空港駅で列車がオーバーランし、車止めを突破しエスカレーターに乗り上げる事故が発生、乗客34人が負傷した[24]。
- 2021年1月16日、職員になりすまして 制限区域にいた男が逮捕され、500ドル以下の盗みを働いた罪などで起訴。男は新型コロナウイルスの感染を恐れ、3か月にわたり空港内に住み着いていたことを自供している[25]。